# Rob Roy (film)
Rob Roy − film historyczno-biograficzny, produkcji amerykańskiej. Opowiada historię życia szkockiego zbójnika i banity Roberta Roya MacGregora (1671–1734). MacGregor, zwany również Rob Royem, zyskał sławę jako przywódca zbójnickiego klanu. Cieszył się jednak opinią człowieka szlachetnego, dzięki czemu przez niektórych nazywany był szkockim Robin Hoodem. Film został wyreżyserowany przez brytyjskiego reżysera Michaela Catona-Jonesa. Na ekrany kin trafił w 1995 roku.

## Fabuła
Akcja filmu rozgrywa się w XVIII-wiecznej Szkocji. Rob Roy MacGregor (Liam Neeson) jest poganiaczem bydła oraz głową zbójnickiego klanu. W nadziei na złagodzenie głodu i chorób nękających wioskę w której mieszka, postanawia pożyczyć pieniądze od Markiza Montrose (John Hurt), które umożliwiłyby mu wyhodowanie większej ilości bydła. Jeden z popleczników markiza, Archibald Cunningham (Tim Roth), dowiaduje się o pożyczce zaciągniętej przez MacGregora. Killearn (Brian Cox), sprawujący pieczę nad młodym Cunninghamem, postanawia wykorzystać ten fakt jako narzędzie służące do zmanipulowania bezmyślnego młodzieńca.
Cunningham zabija najlepszego przyjaciela MacGregora, Alana MacDonalda (Eric Stoltz), po czym kradnie jego pieniądze. Rob Roy nie jest w stanie spłacić zaciągniętego wcześniej kredytu, porzuca więc swoje dotychczasowe zajęcia i zostaje banitą. Jako człowiek honoru nie przystaje na propozycję Markiza, który chce, żeby MacGregor odegrał rolę fałszywego świadka w sporze z Księciem Argyll. MacGregor zostaje uznany za wyjętego spod prawa. Jest ścigany przez Cunninghama, który w ramach prowokacji gwałci żonę i podpala dom Rob Roya.
Tymczasem służąca Betty, utrzymująca intymne stosunki z Cunninghamem, zachodzi w ciążę, co uniemożliwia jej wykonywanie niektórych obowiązków. Kiedy Cunningham się od niej odwraca, Betty szuka schronienia u MacGregora. Dziewczyna trafia pod opiekę jego żony, Mary, która pomaga przyszłej matce w utrzymaniu ciąży. Niedługo przed rozwiązaniem Betty popełnia samobójstwo wieszając się w szopie w pobliżu domu MacGregora.
MacGregor dowiaduje się o uczestnictwie Cunninghama w przestępstwie oraz jego stosunkach z Killearnem i porywa go. Killearna zdradza mu prawdę o gwałcie na Mary. Kobieta informuje uwięzionego przez MacGregora Killearna, że zostanie wypuszczony na wolność, jeżeli będzie współpracował z jej mężem. Killearn, świadomy tego, że Mary jest w ciąży, w zamian za dotrzymanie tajemnicy na temat oczekiwanego przez nią dziecka, proponuje jej, aby ta pomogła mu wydostać się na wolność. Kobieta wyciąga sztylet i rani nim więźnia, który ucieka z celi i wkrótce umiera.
Cunningham porywa MacGregora. Kiedy porywacz prezentuje swojego więźnia Markizowi, MacGregor ucieka. Mary zdradza Księciu Argyll przyczynę ucieczki męża. Mówi mu, że MacGregor uciekł, ponieważ nie chciał składać fałszywych zeznań na niekorzyść arystokraty, mimo usilnych namów Markiza Montrose.
MacGregor wyzywa Cunninghama na pojedynek, który kończy się śmiercią tego ostatniego. W wyniku zakładu z Księciem Argyll Markiz anuluje wszystkie długi MacGregora. Ten wraca do swojej rodziny.

## Nagrody
Tim Roth, odtwórca roli Archibalda Cunninghama, otrzymał nagrodę BAFTA oraz KCFCC (Kansas City Film Critics Circle) w kategorii „Najlepszy aktor drugoplanowy”.
Film został też nominowany do Oscara, Złotego Globu oraz Saturna w tej samej kategorii.

## Obsada
- Liam Neeson jako Rob Roy MacGregor
- Jessica Lange jako Mary MacGregor
- John Hurt jako markiz Montrose
- Tim Roth jako Archibald Cunningham
- Eric Stoltz jako MacDonald
- Andrew Keir jako Książę Argyll
- Brian Cox jako Killearn
- Brian McCardie jako Alasdair McGregor
- Gilbert Martin jako Will Guthrie
- Vicki Masson jako Betty
- Gilly Gilchrist jako Iain
- Jason Flemyng jako Gregor

## Wersja polska
Opracowanie wersji polskiej: Start International Polska na zlecenie CANAL+

Reżyseria: Ewa Złotowska

Dialogi: Ewa Ziemska

Dźwięk i montaż: Janusz Tepper

Kierownictwo produkcji: Bogumiła Adler

Obsada wersji polskiej:
- Olgierd Łukaszewicz − Rob Roy
- Grażyna Barszczewska − Mary MacGregor
- Wieńczysław Gliński − Markiz Montrose
- Witold Pyrkosz − Książę Argyll
- Jarosław Boberek − Cunningham
- Mikołaj Müller − Killearn
- Tomasz Kozłowicz − Alasdair McGregor
- Magdalena Wójcik − Becky

oraz
- Elżbieta Jędrzejewska
- Izabella Dziarska
- Anna Apostolakis
- Małgorzata Leśniewska
- Artur Kaczmarski
- Wojciech Paszkowski
- Janusz Leśniewski
- Tomasz Budyta
- Mirosława Niemczyk
- Arkadiusz Jakubik
- Andrzej Gawroński
- Piotr Kuszyński
- Piotr Baczyński